# Karen Khachanov
Karen Khachanov (en russe : Каре́н Абга́рович Хача́нов, en arménien : Կարեն Աբգարի Խաչանով), né le 21 mai 1996 à Moscou, est un joueur de tennis russe d'origine arménienne professionnel depuis 2013.
Il a remporté à ce jour sept tournois ATP en simple dont le Masters de Paris-Bercy 2018.
En 2021, il est vice-champion olympique lors des Jeux olympiques de Tokyo et remporte en fin d'année la Coupe Davis avec la Russie.

## Biographie
Fils de médecins d'origine arménienne, Karen Khachanov commence à jouer au tennis à l'âge de 3 ans. Il est soutenu financièrement depuis le début de sa carrière par son oncle, un homme d'affaires fortuné.
En 2012, il s'installe en Croatie à Split pour s'entraîner avec Vedran Martić. Il collabore aussi avec Galo Blanco à Barcelone entre 2014 et 2017.
Il est marié depuis 2016 à Veronika Shkliaeva, qu’il a rencontrée à l’âge de 8 ans, et père de deux garçons, prénommés David et Mikael, nés en 2019 et 2023.

## Carrière

### 2013 - 2015. Parcours junior
Joueur prometteur sur le circuit junior (16e mondial en 2014), Karen Khachanov est sacré champion d'Europe junior en 2013 et vice-champion en double avec Daniil Medvedev. Aux côtés d'Andrey Rublev, il est médaillé d'argent en double lors des Jeux olympiques de la jeunesse en 2014 à Nankin.
Il fait des débuts remarqués sur le circuit professionnel lorsqu'il reçoit une invitation pour le tournoi de Saint-Pétersbourg alors qu'il ne possède pas encore de classement ATP et élimine au premier tour le 63e mondial Victor Hănescu (7-64, 7-64). Il signe un nouvel exploit le mois suivant en écartant Albert Ramos-Viñolas puis Janko Tipsarević (27e) à Moscou. Il est battu en quart de finale par Ivo Karlović.
Il remporte ses premiers Futures en 2014 à Taïwan et en France. Il ajoute trois autres titres à son palmarès début 2015 puis s'adjuge fin septembre le tournoi Challenger d'Istanbul.

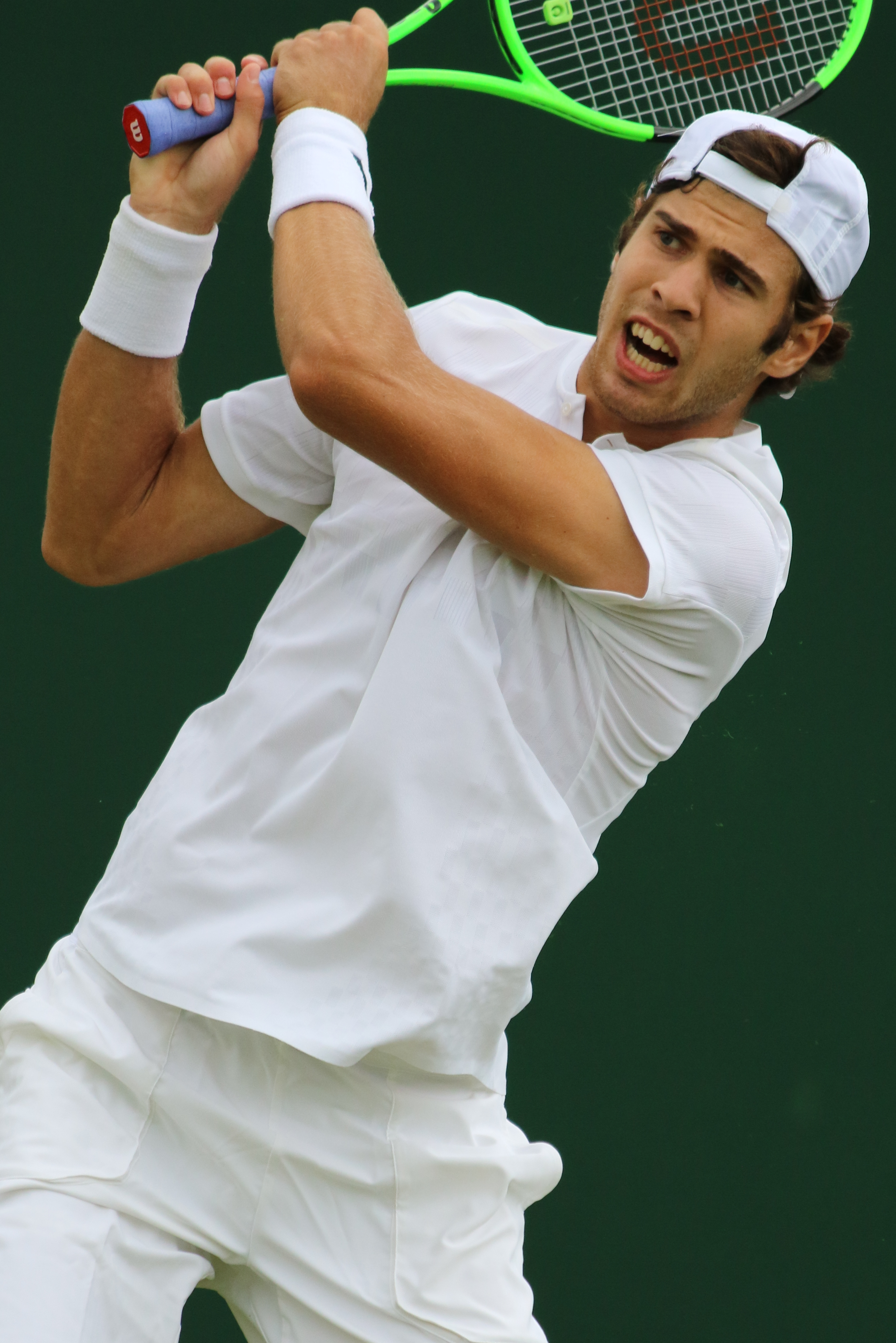
Khachanov effectuant un revers lors de Wimbledon 2017.

### 2016 - 2017. Révélation et confirmation
En mars 2016, Karen Khachanov est finaliste du Challenger de Jonkoping contre Andrey Golubev. Sur terre battue, il passe deux tours à Barcelone et s'impose à Samarcande.
Début octobre 2016, alors 101e mondial, il décroche le 1er titre de sa carrière sur le circuit ATP à Chengdu, en disposant notamment de quatre têtes de séries : João Sousa, 34e mondial, au 1er tour (7-63, 6-3), Feliciano López, 27e, en quart de finale (6-3, 6-4), Viktor Troicki, 32e, en demi (6-3, 7-5) et enfin Albert Ramos-Viñolas, 31e, en finale en 3 sets (64-7, 7-63, 6-3) en 2 h 40 de jeu.
En avril 2017, il commence sa saison sur terre battue par le Masters de Monte-Carlo, où il écarte d'entrée de jeu Nicolas Mahut en 2 manches (6-2, 6-4) avant d'être battu au 2e tour par Pablo Carreño-Busta sur 2 sets identiques (4-6, 4-6). On le retrouve ensuite au tournoi de Barcelone où il bat coup sur coup Thomaz Bellucci (6-3, 6-4), Pablo Cuevas (7-65, 7-65) et sort son 1er top 10, le Belge David Goffin en huitième de finale (67-7, 6-3, 6-4). Mais au tour suivant, en quart de finale, il s'incline en 2 sets face à Horacio Zeballos (4-6, 1-6).
À Roland-Garros, il s'impose contre le qualifié Nicolás Jarry (6-4, 3-6, 7-64, 6-1), avant de battre le 14e mondial, Tomáš Berdych (7-5, 6-4, 6-4) sans se faire breaker. Il élimine par la suite au 3e tour, le 22e mondial John Isner (7-61, 6-3, 65-7, 7-63) et atteint pour la première fois les huitièmes de finale d'un tournoi du Grand Chelem. Au tour suivant, il se fait battre par le no 1 mondial Andy Murray en 3 sets (3-6, 4-6, 4-6) après 2 h 04 de jeu.
Sur le gazon à l'Open de Halle, il passe Gilles Simon (6-2, 62-7, 6-3), puis profite de l'abandon du 9e mondial, Kei Nishikori et se qualifie pour la demi-finale en sortant son compatriote Andrey Rublev (7-68, 4-6, 6-3) après 2 h 19 de jeu. Il s'incline contre le futur vainqueur, Roger Federer (4-6, 65-7) dans un match assez moyen de la part du Suisse. Puis à Wimbledon, il se qualifie jusqu'au 3e tour difficilement après des matchs en cinq manches contre son compatriote Andrey Kuznetsov et en quatre contre Thiago Monteiro. Il perd contre Rafael Nadal (1-6, 4-6, 63-7) en relevant la tête dans la dernière manche.
Au Masters de Cincinnati, il atteint sa meilleure performance en Masters 1000 avec un huitième de finale en battant Diego Schwartzman et Thomas Fabbiano mais perdant contre Yuichi Sugita (7-60, 3-6, 3-6).
Le 19 octobre, il se qualifie pour la première édition du Masters Next Gen se déroulant du 7 au 11 novembre à Milan.

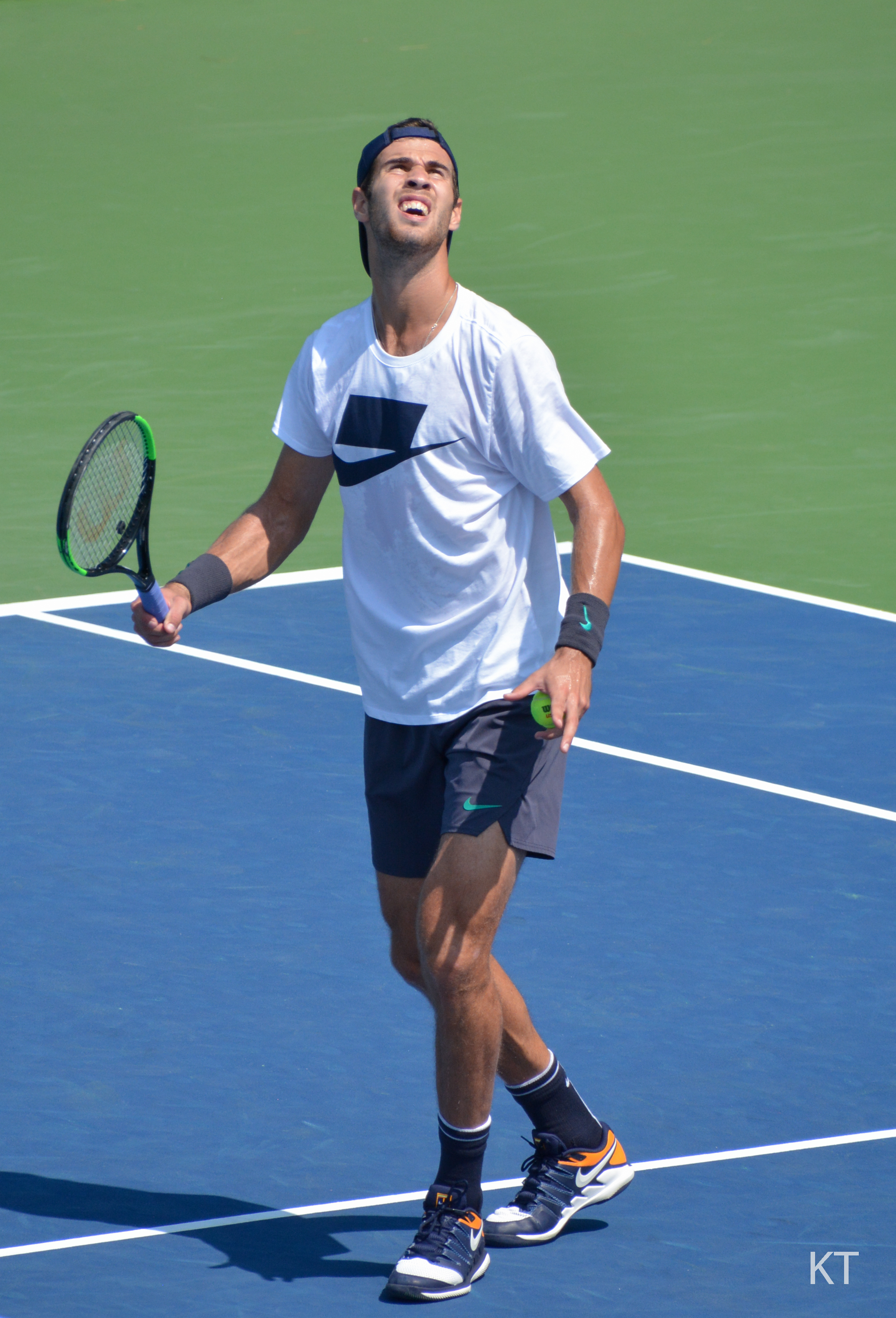
Karen Khachanov à l'entrainement (US Open 2018).

### 2018. 3 titres dont le Masters 1000 de Paris-Bercy
Karen Khachanov commence l'année 2018 au tournoi d'Auckland. Il y atteint les quarts de finale où il s'incline en deux sets face à Juan Martín del Potro après une première manche accrochée conclue au jeu décisif. Quelques jours plus tard, il s'incline de nouveau face à l'Argentin au deuxième tour de l'Open d'Australie (4-6, 64-7, 7-60, 4-6) dans un match intense. Après un échec en quart de finale du tournoi ATP 250 de Montpellier face au Belge David Goffin (4-6, 4-6), il perd 2 sets à 1 au premier tour du tournoi de Rotterdam face à Philipp Kohlschreiber, après avoir servi pour le gain du match dans le deuxième set.
Après cet échec précoce, Khachanov remporte son deuxième titre sur le circuit ATP en s'imposant (7-5, 3-6, 7-5) face à Lucas Pouille en finale du tournoi de Marseille, et après avoir battu facilement (6-3, 6-2) le Tchèque Tomáš Berdych au tour précédent. Une victoire qui vient ponctuer une semaine au cours de laquelle il n'a perdu qu'un seul set. La semaine suivante, le Français prend toutefois sa revanche, remportant en trois sets le deuxième tour qui les oppose lors de l'ATP 500 de Dubaï.
Karen Khachanov commence la tournée sur terre battue européenne au Masters 1000 de Monte-Carlo. Il se qualifie pour les huitièmes de finale en battant Thanasi Kokkinakis et Gilles Simon, mais perd (3-6, 2-6) contre le futur vainqueur, le no 1 mondial Rafael Nadal.
À Roland-Garros, il atteint les huitièmes de finale après avoir notamment battu la tête de série numéro 15, Lucas Pouille (6-3, 7-5, 6-3) en 2 h 24. Il s'incline en cinq sets (6-4, 64-7, 6-2, 3-6, 3-6) devant la tête de série no 2 Alexander Zverev après trois heures et demi de match.
Sur la gazon de Wimbledon, il atteint un deuxième 8e  de finale consécutif en Grand Chelem après Paris. Il bat pour cela David Ferrer (6-1, 7-63, 3-6, 7-5), puis Márcos Baghdatís (6-3, 6-4, 3-6, 64-7, 7-5) et Frances Tiafoe (4-6, 4-6, 7-63, 6-2, 6-1). Il perd sèchement (4-6, 2-6, 2-6) contre Novak Djokovic en 1 h 45, le futur lauréat du tournoi.
Sur le ciment américain au Masters du Canada, il franchit facilement Filip Krajinović, puis la tête de série numéro 12, Pablo Carreño Busta (6-4, 7-63) après vainc le 9e mondial, John Isner en deux tie-breaks pour arriver en quart de finale ; et enfin il se qualifie pour sa première demi-finale en Masters 1000 après sa victoire (6-3, 6-1) sur Robin Haase. Il s'incline aux portes de la finale contre le no 1 mondial, Rafael Nadal (63-7, 4-6) en 1 h 49 de jeu. Au Masters de Cincinnati après une victoire significative sur Sam Querrey, il s'incline (65-7, 6-3, 4-6) dans une rencontre sinusoïdale face au 7e mondial, Marin Čilić. Enfin à l'US Open, il atteint le 3e tour sans perdre de set et fait jeu égal face au no 1 mondial, Rafael Nadal à ce stade. Il finira par perdre (7-5, 5-7, 67-7, 63-7) après quatre heures et vingt-trois minutes d'une bataille de grande intensité.
Chez lui au tournoi de Moscou en salle, il passe ses deux premiers tours sans convaincre face à Lukáš Rosol et Mirza Bašić, avant de se qualifier pour la finale après un gros match contre son compatriote, Daniil Medvedev (6-1, 65-7, 6-3) en 1 h 49. Il remporte facilement (6-2, 6-2) en tout juste une heure de jeu le 2e titre de sa saison face au Français Adrian Mannarino.
Son dernier tournoi de l'année débute, le Masters de Paris-Bercy. Commençant par sortir le finaliste de l'année passée, le Serbe Filip Krajinović (7-5, 6-2) après avoir été mené d'un break dans la 1re manche, puis profite du forfait de Kyle Edmund pour se qualifier en 1/8 de finale après l'abandon de Matthew Ebden. Il élimine le 9e mondial, John Isner au terme d'une rencontre serré de 2 h 28 de jeu (6-4, 69-7, 7-68) et en ayant écarté une balle de match. Il domine le 5e mondial, Alexander Zverev (6-1, 6-2) en 1 h 10 pour atteindre le dernier carré, où il rencontre et bat facilement le 8e mondial, Dominic Thiem (6-4, 6-1) en 1 h 10 de jeu. Grâce à cette victoire, il signe sa première finale de Masters 1000 en carrière et atteint la 3e finale en salle de la saison,. Il affronte à ce stade le no 2 et futur no 1 mondial dès le 5 novembre, le Serbe Novak Djokovic. Karen termine sa saison en apothéose en s'imposant (7-5, 6-4) en 1 h 37. S'adjugeant le plus grand titre de sa carrière, il devient le quatrième joueur russe à remporter un Masters 1000 sur le circuit ATP, le premier depuis Shanghai en 2009,. Cette excellente semaine lui permet de faire un bond de sept places et finissant la saison à la 11e place mondiale. Enfin, bénéficiant du forfait de Rafael Nadal aux Masters de Londres, il est convoqué en tant que premier remplaçant.

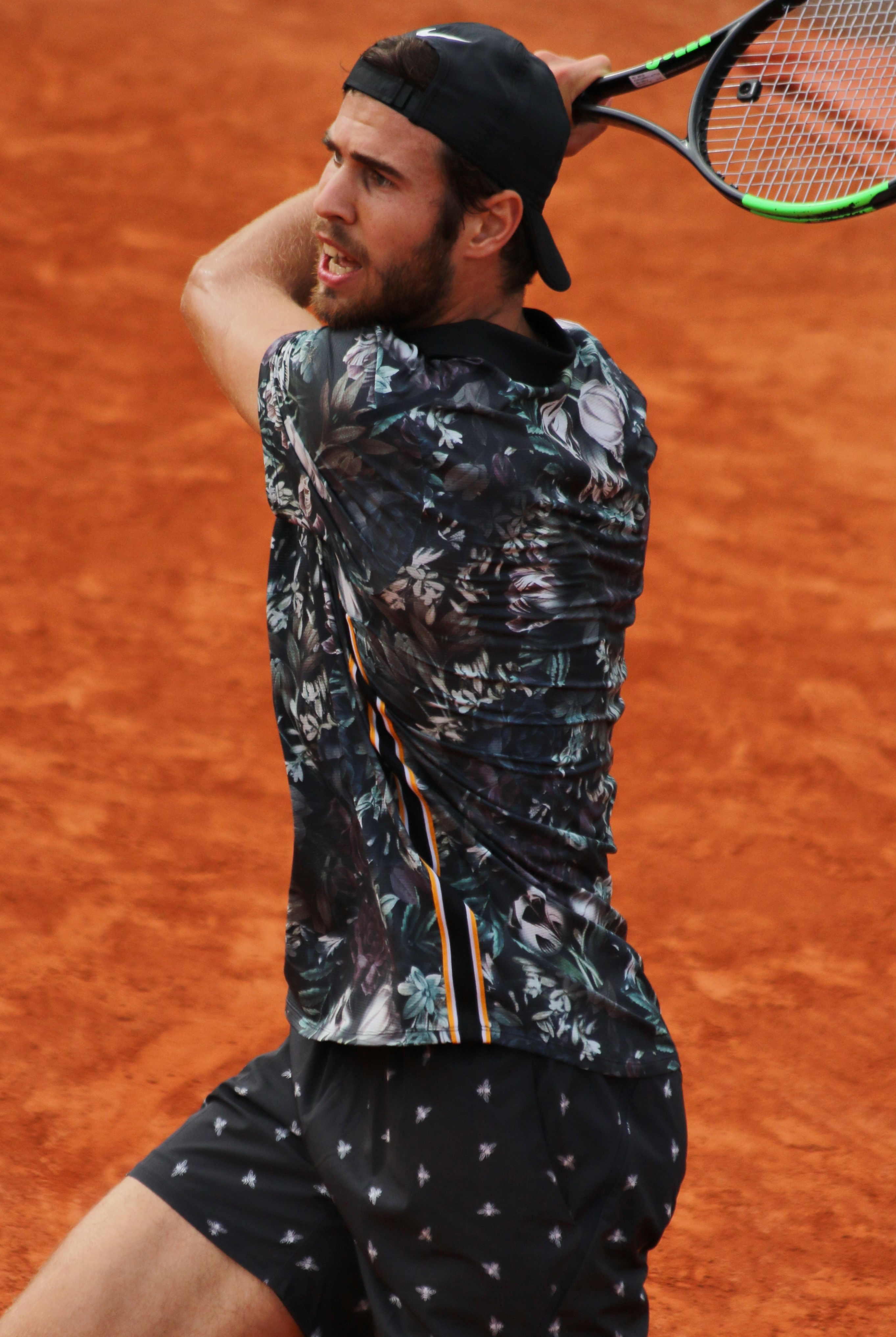
Karen Khachanov à Roland-Garros 2019.

### 2019: 1/4 de finale à Roland-Garros et entrée dans le top 10
Karen Khachanov commence la saison 2019 de moins bonne manière que lors de la fin de saison 2018 avec comme meilleur résultat un 3e tour à l'Open d'Australie, alors défait sèchement (4-6, 5-7, 4-6) par Roberto Bautista-Agut.
En février, il s'incline dès le premier tour à tournoi de Sofia face à l'Italien Matteo Berrettini. Six jours plus tard, il participe au tournoi de Rotterdam où il chute contre toute attente dans un match où il est favori, face au joueur local Tallon Griekspoor (6-3, 3-6, 2-6). Il perd également au premier tour du tournoi de Dubaï face à Nikoloz Basilashvili en deux petits sets (4-6, 1-6).
Il se hisse en quart de finale du tournoi d'Indian Wells en éliminant au premier tour l'Espagnol Feliciano López en 3 sets (6-3, 1-6, 6-4) puis son compatriote Andrey Rublev (7-5, 6-3). Il élimine ensuite l'Americain John Isner en 2 sets (6-4, 7-6) mais finit par chuter face à Rafael Nadal après deux sets serrés (7-6, 7-6).
Tête de série no 10 à Roland-Garros, son parcours dans les premiers tours est inégal : il bat successivement l'Allemand Cedrik-Marcel Stebe, non classé, en trois sets (6-1, 6-1, 6-4), le Français et 127e mondial Grégoire Barrère, bénéficiaire d'une invitation, au cours d'un match serré et chaotique de quatre sets (6-3, 7-66, 0-6, 7-5), puis le Slovaque et 55e mondial Martin Kližan, tombeur difficile de Lucas Pouille au tour précédent, en trois sets expéditifs (6-1, 6-4, 6-3). En huitième de finale, il bat l'Argentin et tête de série no 8 Juan Martín del Potro en quatre sets et 3 heures 9 minutes (7-5, 6-3, 3-6, 6-3). Il atteint ainsi pour la première fois les quarts de finale d'un tournoi du Grand Chelem. Il y est aisément battu en trois sets et 1 h 47 minutes par l'Autrichien Dominic Thiem, tête de série no 4, l'un des favoris du tournoi.
Sur la tournée américaine, il est demi-finaliste à Montréal où il bat Alexander Zverev et huitième de finaliste à Cincinnati. Lors de l'US Open, il est surpris dès le premier tour par Vasek Pospisil, classé 216e mondial. En fin de saison, il parvient en demi-finales à Pékin, en quart à Vienne et en finale à Bercy en double avec Andrey Rublev.

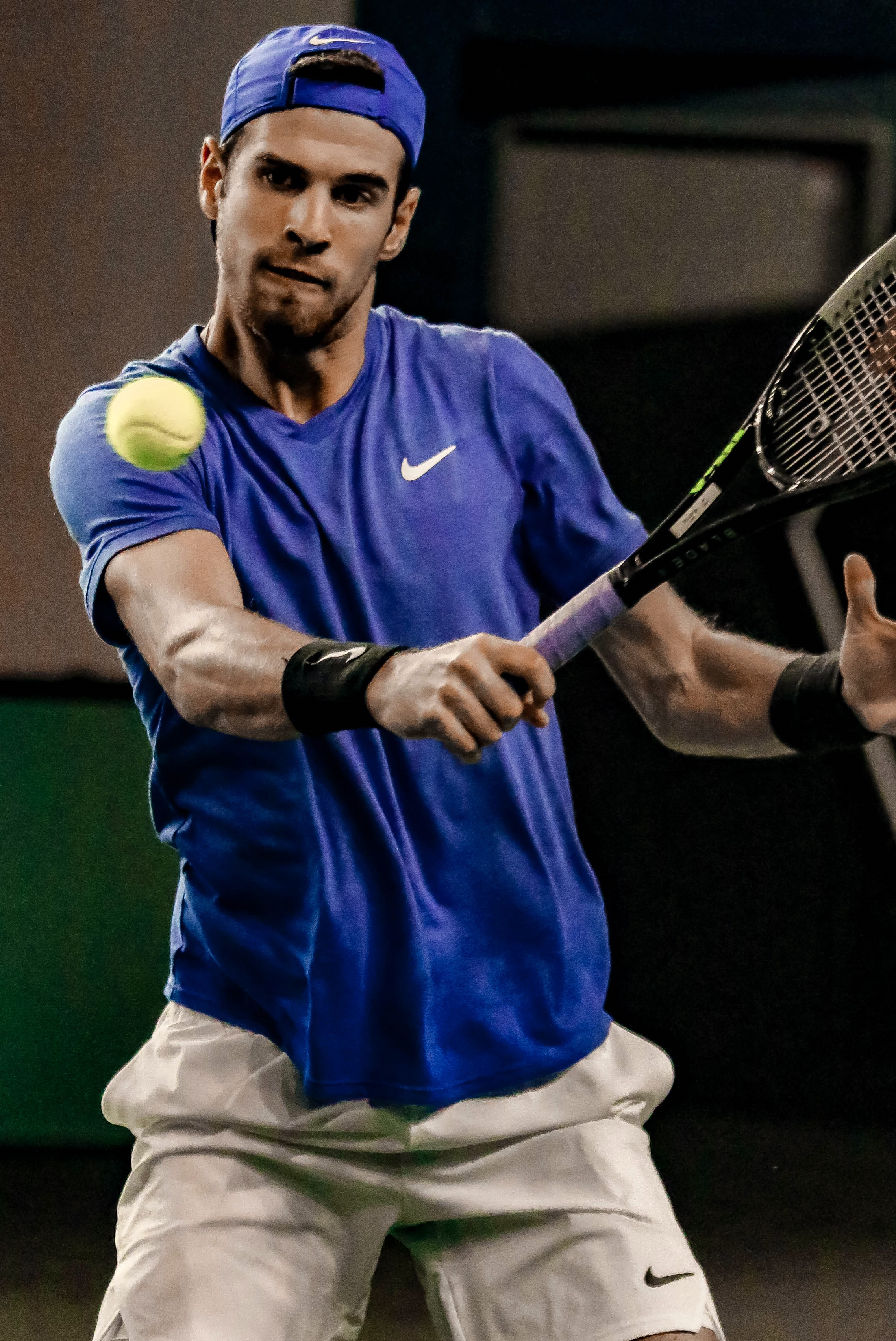
Karen Khachanov réalisant une volée de revers.

### 2020 - 2021: quart à Wimbledon et vice-champion olympique à Tokyo
Il commence sa saison 2020 par une défaite sur le fil au 3e tour de l'Open d'Australie contre Nick Kyrgios au bout de 4 h 26 d'un match très disputé (6-2, 7-65, 66-7, 66-7, 7-68). Il chute également au troisième tour lors de l'US Open contre Alex De Minaur mais parvient en huitième de finale à Roland-Garros où il est toutefois nettement battu par Novak Djokovic (6-4, 6-3, 6-3).
Mis à part une demi-finale lors du tournoi préparatoire de Melbourne et un quart de finale à Rotterdam, il n'obtient aucun résultat significatif sur les premiers mois de la saison 2021. Il se reprend à Lyon avec une demi-finale mais ne confirme pas en chutant dès le second tour aux Internationaux de France face à Kei Nishikori (4-6, 6-2, 2-6, 6-4, 6-4). Il retrouve des couleurs lors du tournoi de Wimbledon où il s'achemine jusqu'en quart de finale, son deuxième en carrière, après avoir difficilement battu l'espoir américain Sebastian Korda (3-6, 6-4, 6-3, 5-7, 10-8). Il est finalement battu par Denis Shapovalov en cinq manches (6-4, 3-6, 5-7, 6-1, 6-4). Par la suite, il participe aux Jeux olympiquesà Tokyo sous bannière neutre. Il réalise un bon tournoi, battant Diego Schwartzman, Ugo Humbert puis Pablo Carreño Busta, 11e mondial en demi-finale. Il est nettement battu en finale par Alexander Zverev (6-3, 6-1) et repart avec la médaille d'argent. En double avec Andrey Rublev, ils sont éliminés dès le premier tour par les américains Rajeev Ram et Frances Tiafoe. Ensuite, il passe deux tours à Toronto contre Cameron Norrie et Aslan Karatsev mais perd en revanche à l'US Open au premier tour contre Lloyd Harris.

### 2022: 1/2 à l'US Open
Début janvier, Karen Khachanov est finaliste du tournoi d'Adélaïde face à Gaël Monfils. Il s'agit de sa première finale sur le circuit ATP depuis sa victoire au tournoi de Paris-Bercy en 2018, mais aussi de sa première finale perdue en carrière (hors Jeux olympiques). Il est ensuite battu au 3e tour de l'Open d'Australie par Rafael Nadal, auquel il prend tout de même un set. Mi-février, il est demi-finaliste à Doha. Après trois défaites consécutives en Masters 1000, il se reprend à Belgrade où il s'incline en demi-finale en trois sets face à Novak Djokovic. Aux Internationaux de France, il est battu en huitième de finale par Carlos Alcaraz (6-1, 6-4, 6-4) après avoir écarté Cameron Norrie au tour précédent.
À l'US Open, malgré une tournée de préparation peu réussie, il obtient le meilleur résultat de sa carrière dans un tournoi du Grand Chelem, se propulsant jusqu'en demi-finale du tournoi New-yorkais. Pour ce faire, il sort victorieux de deux gros combats en cinq sets, remportés successivement en huitième de finale, face à Pablo Carreño Busta, récent vainqueur du Masters 1000 de Toronto, et en quart de finale, contre Nick Kyrgios, finaliste du dernier Wimbledon. Visiblement émoussé, il tombe en demi-finale face à Casper Ruud en quatre sets, n'ayant pas réussi à se mettre en jambes.

### 2023: 1/2 à l'Open d'Australie et Miami, 1/4 à Roland-Garros et premier titre en double à Madrid
Fin janvier 2023, Karen Khachanov enchaîne une seconde demi-finale en Grand Chelem à l'Open d'Australie. Il élimine pour cela l'Espagnol Bernabé Zapata Miralles (7-6, 6-2, 6-0) puis en quatre sets l'invité australien Jason Kubler (6-4, 5-7, 6-4, 6-2) et l'Américain Frances Tiafoe (6-3, 6-4, 3-6, 7-6), lui aussi demi-finaliste à l'US Open. Il bat l'inattendu Japonais Yoshihito Nishioka (6-0, 6-0, 7-6) pour rallier les quarts de finale. Il a ainsi disputé un quart de finale dans chacun des quatre tournois du Grand Chelem. Il sort Sebastian Korda, novice à ce niveau sur abandon (7-6, 6-3, 3-0 ab.) et est éliminé par le Grec Stéfanos Tsitsipás (6-7, 4-6, 7-6, 3-6) en sauvant néanmoins deux balles de match dans le troisième set.
Il fait son retour sur le circuit fin février et s'incline au premier tour à Dubaï contre le Néerlandais Botic van de Zandschulp (5-7, 2-6) et au troisième tour d'Indian Wells (éliminé par l'Espagnol Alejandro Davidovich Fokina). La semaine suivante, il s'aligne au Masters de Miami. Il bat l'Argentin Tomás Martín Etcheverry (6-1, 3-6, 6-3), Jiří Lehečka (6-2, 6-4), quart de finaliste de l'Open d'Australie en début d'année ainsi que le Grec Stéfanos Tsitsipás, troisième mondial (7-6, 6-4) en huitièmes de finale. C'est sa première victoire sur un joueur du top 10 et sa première accession en quart de finale d'un Masters 1000 depuis quatre ans. Il bat l'ancien demi-finaliste Francisco Cerúndolo (6-3, 6-2) pour rallier les demi-finales et y affronter son compatriote Daniil Medvedev. Il est éliminé par ce dernier, futur vainqueur, au terme d'un beau duel (6-7, 6-3, 3-6).
Pour le début de la saison sur terre battue, il dispute le Masters de Monte-Carlo mi-avril. Il vainc le finaliste de l'année précédente, l'Espagnol Alejandro Davidovich Fokina (6-2, 6-2) et le qualifié biélorusse Ilya Ivashka (7-6, 6-2). Il égale son meilleur résultat dans ce tournoi mais ne parvient pas à l'améliorer, éliminé de nouveau par un compatriote, le sixième du classement ATP, Andrey Rublev (6-7, 2-6). Fin avril, il passe un tour à Barcelone (victoire sur le Chilien Nicolás Jarry 6-4, 6-4) mais s'incline en huitièmes de finale contre le Britannique Daniel Evans (3-6, 4-6). Toujours en territoire espagnol, il gagne ses deux premiers matchs à Madrid pour la première fois de sa carrière contre le Brésilien Thiago Monteiro (6-3, 3-6, 6-3) et le local Roberto Bautista-Agut (7-5, 4-6, 6-3). Il s'offre une revanche contre son compatriote Andrey Rublev (7-6, 6-4), récent vainqueur à Monte-Carlo en huitièmes de finale. Il parvient alors pour la première fois de sa carrière en quart de finale d'un Masters 1000 sur terre battue. Il s'incline à ce stade contre le tenant du titre et numéro deux, Carlos Alcaraz (4-6, 5-7). Participant également au tournoi en double avec son compatriote Andrey Rublev, il remporte son premier titre en double en battant en finale Rohan Bopanna et Matthew Ebden.
Il est éliminé au deuxième tour de Rome la semaine suivante battu par le Français Grégoire Barrère (6-4, 4-6, 6-7). Il dispute fin mai le Grand Chelem parisien, dernier rendez-vous notable sur terre battue. Confronté au Français Constant Lestienne qui joue pour la première fois le tournoi, il est mené deux sets à zéro mais parvient à revenir (3-6, 1-6, 6-2, 6-1, 6-3). Il sort le vétéran Moldave qualifié Radu Albot (6-3, 6-4, 6-2) puis l'Australien Thanasi Kokkinakis, invité par les organisateurs (6-4, 6-1, 3-6, 7-6).  Il gagne son huitième de finale contre l'Italien Lorenzo Sonego, 48e mondial mais tombeur en cinq sets de son compatriote Andrey Rublev, septième mondial au tour précédent. Après avoir concédé le premier set, le Russe monte en puissance et finit par l'emporter (1-6, 6-4, 7-6, 6-1) alors que son adversaire a eu une balle de set dans la troisième manche. Il part en quarts de finale pour la seconde fois de sa carrière à Roland-Garros et rencontre le champion Novak Djokovic, qu'il n'a battu qu'une seule fois en neuf confrontations. Il s'incline après avoir remporté le premier set (6-4, 6-7, 2-6, 4-6), ne marquant aucun point dans le tie-break du deuxième set. Le Serbe gagnera son 23e Grand Chelem quelques jours plus tard.
Atteint d'une « fracture de fatigue et d'une fracture partielle du sacrum », Khachanov est contraint de déclarer forfait au tournoi de Wimbledon. De retour de blessure à l'US Open, il essuie une défaite dès le premier tour face à Michael Mmoh (2-6, 4-6, 2-6).
Il s'envole ensuite à Zhuhai pour retrouver du rythme et remporte des victoires contre le qualifié Alex Bolt (6-4, 6-4) et les Américains Mackenzie McDonald (4-6, 6-4, 6-4) et Sebastian Korda (7-5, 6-4) pour pouvoir disputer sa première finale de l'année. Il affronte et bat lors de cette dernière le Japonais Yoshihito Nishioka (7-6, 6-1) et parvient ainsi à remporter son cinquième titre ATP, le deuxième en Chine, sept ans après son premier à Chengdu. Il ne parvient cependant pas à enchaîner avec Pékin, où fatigué, il tombe contre l'Italien Lorenzo Musetti (3-6, 6-1, 2-6) dès le premier tour.
À Shanghai, il élimine difficilement le 302e mondial Beibit Zhukayev (7-6, 4-6, 6-2) puis sort du tournoi, éliminé par le Bulgare Grigor Dimitrov (6-7, 4-6), futur demi-finaliste, et perd au premier tour de Tokyo contre l'Australien Alexei Popyrin (4-6, 2-6). Il s'envole pour l'Europe fin octobre et dispute le tournoi de Vienne en éliminant son compatriote Roman Safiullin (6-4, 6-4) et le Tchèque Jiří Lehečka (6-3, 6-1) avant de tomber contre la tête de série numéro une Daniil Medvedev (3-6, 6-3, 3-6). Il se débarrasse à Paris de l'Australien Max Purcell (6-4, 6-4), du Serbe Laslo Djere (6-4, 7-5) et de son compatriote qualifié Roman Safiullin (4-6, 6-4, 6-2), vainqueur de Carlos Alcaraz, numéro deux mondial au tour précédent. En quarts de finale, il s'incline contre le Grec numéro six mondial Stéfanos Tsitsipás (3-6, 4-6).

### 2024.6eet7etitres en carrière à Doha et Almaty, demi-finale à Bercy et finale à Vienne
Karen Khachanov commence l'année par une défaite d'entrée à Hong Kong contre le Finlandais Emil Ruusuvuori (6-7, 7-6, 2-6). Il s'envole ensuite pour l'Open d'Australie où il retrouve la deuxième semaine à la faveur de victoires en quatre sets sur l'Allemand Daniel Altmaier (5-7, 6-3, 7-6, 7-6), le jeune qualifié Aleksandar Kovacevic (6-4, 6-3, 4-6, 6-3) et le Tchèque Tomáš Macháč (6-4, 7-6, 4-6, 7-6). Il perd contre le numéro quatre mondial Jannik Sinner en huitièmes de finale (4-6, 5-7, 3-6) qui n'a perdu aucun set sur ses trois derniers matchs et gagnera son premier Majeur quelques jours plus tard.
Il remporte en février son sixième titre en carrière à Doha en battant d'abord le Hongrois Fábián Marozsán (6-4, 7-5), en profitant de l'abandon du Finlandais Emil Ruusuvuori (3-0 ab.) et en écartant en deux sets l'Australien Alexei Popyrin (7-6, 6-2). Il affronte en finale le très jeune Jakub Menšík, qui dispute alors sa première finale en carrière et le bat (7-6, 6-4). Il se débarrasse la semaine suivante du jeune repêché français Luca Van Assche à Dubaï (6-2, 6-3) mais s'incline dans un duel serré avec le Tchèque Jiří Lehečka, vainqueur en début d'année du tournoi d'Adelaïde (7-6, 6-7, 4-6).
Il démarre la tournée sur dur américaine par une défaite au second tour d'Indian Wells contre le qualifié brésilien Thiago Seyboth Wild (1-6, 5-7) qui remporte sa première victoire en Masters 1000, puis échoue en huitième de finale à Miami contre le numéro cinq mondial Alexander Zverev (1-6, 4-6) après avoir sorti le Serbe Laslo Djere (6-2, 6-4) et l'Argentin Francisco Cerúndolo (6-1, 5-7, 7-6). Pour son premier tournoi sur terre de l'année à Monte-Carlo, il est opposé au Britannique Cameron Norrie qu'il sort (7-5, 7-6), ainsi qu'à l'Argentin Francisco Cerúndolo qu'il renverse (4-6, 6-4, 6-3). Il bat ensuite son premier top 10 depuis près d'un an, son compatriote numéro quatre mondial Daniil Medvedev (6-3, 7-5), pas forcément à l'aise sur terre. Participant aux quarts de finale du tournoi pour la première fois, il est éliminé de nouveau par le Grec Stéfanos Tsitsipás (4-6, 2-6), ancien vainqueur du tournoi et ancien finaliste à Roland-Garros. Il rallie les huitièmes de finale à Madrid où il renverse le match face au vétéran local Roberto Bautista-Agut (3-6, 6-3, 7-5). Il affronte deux Italiens, d'abord le jeune Flavio Cobolli (7-5, 6-4) puis le numéro deux mondial Jannik Sinner contre qui il perd pour la seconde fois cette saison après avoir pourtant gagné le premier set (7-5, 3-6, 3-6).
Il a un tableau ouvert à Rome où après avoir sorti le Kazakh Alexander Shevchenko (6-4, 6-4) et l'Argentin Francisco Cerúndolo (6-2, 6-4), il rencontre un autre Sud-Américain, le Chilien Alejandro Tabilo tombeur au tour précédent du Serbe Novak Djokovic à la surprise générale. Il s'incline néanmoins contre son adversaire en deux tie-breaks.
Il revient en forme et en finale à Almaty, au Kazakhstan en octobre où il sort le Finlandais Otto Virtanen en deux jeux décisifs, l'invité local Beibit Zhukayev (6-2, 6-4) et l'Australien Aleksandar Vukic (6-7, 6-3, 6-4) pour affronter le jeune Canadien Gabriel Diallo, auteur de sa première finale en carrière. Il s'impose logiquement mais difficilement (6-2, 5-7, 6-3) et remporte son septième titre ATP en carrière. Il enchaîne de nouvelles victoires au tournoi de Vienne contre le Brésilien qualifié Thiago Seyboth Wild (6-2, 6-4) et renverse Brandon Nakashima (1-6, 6-3, 6-4). Il sort en quarts de finale l'ancien Top 10 Matteo Berrettini, vainqueur de trois titres cette saison (6-1, 6-4), ainsi que l'Australien Alex de Minaur (6-2, 6-4), dixième joueur mondial pour disputer sa dixième finale en carrière contre le Britannique Jack Draper. Son adversaire, demi-finaliste récent à l'US Open le bat en deux manches (4-6, 5-7). Il enchaîne au Masters de Paris-Bercy, s'offrant difficilement le repêché Christopher O'Connell qui dispute pour la première fois le tournoi (6-4, 3-6, 7-6) et le jeune Français Giovanni Mpetshi Perricard, vainqueur à Bâle (7-6, 1-6, 4-6), en perdant la première manche après avoir perdu seulement deux points sur son service. Un tableau un peu plus dégagé lui permet de se faufiler en demi-finale, sortant Alexei Popyrin, vainqueur de son premier Masters 1000 à l'Open du Canada quelques mois plus tôt (7-6, 6-4) et le Bulgare Grigor Dimitrov (6-2, 6-3), finaliste la saison passée. Il joue ainsi pour la première fois depuis six ans le dernier carré dans le tournoi parisien et est renversé par le Français Ugo Humbert (7-6, 4-6, 3-6), poussé par le public et qui accède ainsi à sa première finale en Masters 1000.

### 2025. Finale à Toronto et quart à Wimbledon
Il rallie en avril la demi-finale du tournoi de Barcelone, sur terre en avril. Pour cela, il renverse le qualifié Britannique Cameron Norrie (6-7, 6-4, 6-3) puis bat deux Espagnols Jaume Munar (7-5, 6-4) et Alejandro Davidovich Fokina, récent demi-finaliste à Monte-Carlo sur le score inverse. Il cède contre le futur jeune vainqueur du tournoi, le Danois Holger Rune (3-6, 2-6).
Il joue une deuxième demi-finale en ATP 500 mi-juin sur gazon à Halle, sortant le Belge Zizou Bergs, tout récent finaliste à S'Hertogenbosh (7-5, 6-3), l'ancien Top 10 Félix Auger-Aliassime (6-3, 1-6, 6-3) et le terrien Tomás Martín Etcheverry (6-3, 6-2) avant d'être renversé par l'ancien vainqueur Alexander Bublik, tombeur plus tôt dans le tournoi du numéro un mondial Jannik Sinner (6-4, 6-7, 4-6). Il continue de montrer de belles choses sur gazon, sortant l'Américain Mackenzie McDonald (7-5, 6-4, 6-4) au premier tour de Wimbledon, puis beaucoup plus difficilement le qualifié Japonais Shintarō Mochizuki (1-6, 7-6, 4-6, 6-3, 6-4) qui vient de gagner son premier match en Majeur et le Portugais Nuno Borges (7-6, 4-6; 4-6, 6-3, 7-6). Il revient pour la seconde fois en quart de finale après une nouvelle victoire sur le Polonais surprise Kamil Majchrzak (6-4, 6-2, 6-3), novice à ce stade, mais doit céder contre le numéro cinq mondial Taylor Fritz, vainqueur une semaine plus tôt d'Eastbourne et finaliste du dernier US Open (3-6, 4-6, 6-1, 6-7).
Il démarre le tournoi de Toronto par deux victoires sur les qualifiés Juan Pablo Ficovich (6-4, 6-2) et Emilio Nava (6-7, 6-4, 6-1) Un nouveau succès sur le Norvégien Casper Ruud, ancien numéro deux mondial lui permet d'accéder aux quarts de finale du tournoi pour la première fois en six ans. Il se débarrasse du jeune Alex Michelsen (6-4, 7-6) pour rencontre le numéro deux mondial Alexander Zverev, finaliste en début d'année à l'Open d'Australie et crée la surprise en sauvant une balle de match (6-3, 4-6, 7-6), sortant son premier Top 10 de la saison et disputant sa première finale en Masters 1000 depuis huit ans. Il rencontre le novice Ben Shelton et finit par plier contre le jeune Américain qui  soulève son premier titre dans cette catégorie en carrière (7-6, 4-6, 6-7). Même s'il parvient pour la première fois depuis cinq ans en huitième de finale à Cincinnati, il s'incline pour la cinquième fois en autant de participations à ce stade, subissant la vengeance d'Alexander Zverev (5-7, 0-3 ab.) après avoir triomphé du qualifié Français Valentin Royer (6-4, 7-6) et de l'invité local Jenson Brooksby (6-3, 6-3), tous deux vainqueurs de leur premier match dans le tournoi américain.

## Palmarès

### Titres en simple messieurs
| No | Date       | Nom et lieu du tournoi                        | Catégorie    | Dotation    | Surface    | Finaliste            | Score           |          |
| -- | ---------- | --------------------------------------------- | ------------ | ----------- | ---------- | -------------------- | --------------- | -------- |
| 1  | 26-09-2016 | Chengdu Open, Chengdu                         | ATP 250      | 840 915 $   | Dur (ext.) | Albert Ramos-Viñolas | 64-7, 7-63, 6-3 | Parcours |
| 2  | 19-02-2018 | Open 13 Provence, Marseille                   | ATP 250      | 645 485 €   | Dur (int.) | Lucas Pouille        | 7-5, 3-6, 7-5   | Parcours |
| 3  | 15-10-2018 | VTB Kremlin Cup, Moscou                       | ATP 250      | 912 680 $   | Dur (int.) | Adrian Mannarino     | 6-2, 6-2        | Parcours |
| 4  | 29-10-2018 | Rolex Paris Masters, Paris                    | Masters 1000 | 4 872 105 € | Dur (int.) | Novak Djokovic       | 7-5, 6-4        | Parcours |
| 5  | 20-09-2023 | Huafa Properties Zhuhai Championships, Zhuhai | ATP 250      | 981 785 $   | Dur (ext.) | Yoshihito Nishioka   | 7-62, 6-1       | Parcours |
| 6  | 19-02-2024 | Qatar ExxonMobil Open, Doha                   | ATP 250      | 1 395 875 $ | Dur (ext.) | Jakub Menšík         | 7-612, 6-4      | Parcours |
| 7  | 14-10-2024 | Almaty Open, Almaty                           | ATP 250      | 1 036 700 $ | Dur (int.) | Gabriel Diallo       | 6-2, 5-7, 6-3   | Parcours |

### Finales en simple messieurs
| No | Date       | Nom et lieu du tournoi                          | Catégorie     | Dotation    | Surface    | Vainqueur        | Score           |          |
| -- | ---------- | ----------------------------------------------- | ------------- | ----------- | ---------- | ---------------- | --------------- | -------- |
| 1  | 24-07-2021 | Summer Olympic Tennis Event, Tokyo              | J. olympiques | NC $        | Dur (ext.) | Alexander Zverev | 6-3, 6-1        | Parcours |
| 2  | 03-01-2022 | Adelaide International, Adélaïde                | ATP 250       | 521 000 $   | Dur (ext.) | Gaël Monfils     | 6-4, 6-4        | Parcours |
| 3  | 21-10-2024 | Erste Bank Open, Vienne                         | ATP 500       | 2 470 310 € | Dur (int.) | Jack Draper      | 6-4, 7-5        | Parcours |
| 4  | 27-07-2025 | National Bank Open presented by Rogers, Toronto | Masters 1000  | 9 193 540 $ | Dur (ext.) | Ben Shelton      | 65-7, 6-4, 7-63 | Parcours |

### Titre en double messieurs
| No | Date       | Nom et lieu du tournoi   | Catégorie    | Dotation    | Surface      | Partenaire    | Finalistes                  | Score            |          |
| -- | ---------- | ------------------------ | ------------ | ----------- | ------------ | ------------- | --------------------------- | ---------------- | -------- |
| 1  | 26-04-2023 | Mutua Madrid Open Madrid | Masters 1000 | 7 705 780 € | Terre (ext.) | Andrey Rublev | Rohan Bopanna Matthew Ebden | 6-3, 3-6, [10-3] | Parcours |

### Finales en double messieurs
| No | Date       | Nom et lieu du tournoi                        | Catégorie    | Dotation    | Surface      | Vainqueurs                          | Partenaire    | Score             |          |
| -- | ---------- | --------------------------------------------- | ------------ | ----------- | ------------ | ----------------------------------- | ------------- | ----------------- | -------- |
| 1  | 21-03-2018 | Miami Open presented by Itaú Miami            | Masters 1000 | 7 972 535 $ | Dur (ext.)   | Bob Bryan Mike Bryan                | Andrey Rublev | 4-6, 7-65, [10-4] | Parcours |
| 2  | 28-10-2019 | Rolex Paris Masters Paris                     | Masters 1000 | 5 207 405 € | Dur (int.)   | Pierre-Hugues Herbert Nicolas Mahut | Andrey Rublev | 6-4, 6-1          | Parcours |
| 3  | 17-06-2024 | Cinch Championships Londres                   | ATP 500      | 2 255 655 € | Gazon (ext.) | Neal Skupski Michael Venus          | Taylor Fritz  | 4-6, 7-65, [10-8] | Parcours |
| 4  | 30-12-2024 | Bank of China Hong Kong Tennis Open Hong Kong | ATP 250      | 680 140 $   | Dur (ext.)   | Sander Arends Luke Johnson          | Andrey Rublev | 7-5, 4-6, [10-7]  | Parcours |

## Parcours dans les tournois duGrand Chelem

### En simple
| Année | Open d'Australie | Open d'Australie   | Internationaux de France | Internationaux de France | Wimbledon      | Wimbledon        | US Open         | US Open        |
| ----- | ---------------- | ------------------ | ------------------------ | ------------------------ | -------------- | ---------------- | --------------- | -------------- |
| 2016  | —                | —                  | —                        | —                        | —              | —                | 2e tour (1/32)  | Kei Nishikori  |
| 2017  | 2e tour (1/32)   | Jack Sock          | 1/8 de finale            | Andy Murray              | 3e tour (1/16) | Rafael Nadal     | 1er tour (1/64) | Lu Yen-hsun    |
| 2018  | 2e tour (1/32)   | J. M. del Potro    | 1/8 de finale            | Alexander Zverev         | 1/8 de finale  | Novak Djokovic   | 3e tour (1/16)  | Rafael Nadal   |
| 2019  | 3e tour (1/16)   | R. Bautista-Agut   | 1/4 de finale            | Dominic Thiem            | 3e tour (1/16) | R. Bautista-Agut | 1er tour (1/64) | Vasek Pospisil |
| 2020  | 3e tour (1/16)   | Nick Kyrgios       | 1/8 de finale            | Novak Djokovic           | Annulé         | Annulé           | 3e tour (1/16)  | Alex de Minaur |
| 2021  | 3e tour (1/16)   | Matteo Berrettini  | 2e tour (1/32)           | Kei Nishikori            | 1/4 de finale  | Denis Shapovalov | 1er tour (1/64) | Lloyd Harris   |
| 2022  | 3e tour (1/16)   | Rafael Nadal       | 1/8 de finale            | Carlos Alcaraz           | —              | —                | 1/2 finale      | Casper Ruud    |
| 2023  | 1/2 finale       | Stéfanos Tsitsipás | 1/4 de finale            | Novak Djokovic           | —              | —                | 1er tour (1/64) | Michael Mmoh   |
| 2024  | 1/8 de finale    | Jannik Sinner      | 2e tour (1/32)           | Jozef Kovalík            | 2e tour (1/32) | Quentin Halys    | 1er tour (1/64) | Daniel Evans   |
| 2025  | 3e tour (1/16)   | Alex Michelsen     | 3e tour (1/16)           | Tommy Paul               | 1/4 de finale  | Taylor Fritz     |                 |                |

N.B. : à droite du résultat se trouve le nom de l'ultime adversaire.

### En double messieurs
| Année | Open d'Australie                                                                      | Open d'Australie                                                                   | Internationaux de France                                                             | Internationaux de France | Wimbledon                                                                               | Wimbledon | US Open | US Open |
| ----- | ------------------------------------------------------------------------------------- | ---------------------------------------------------------------------------------- | ------------------------------------------------------------------------------------ | ------------------------ | --------------------------------------------------------------------------------------- | --------- | ------- | ------- |
| 2017  | 2e tour (1/16) A. Kuznetsov \|\| style="text-align:left;" \| Sam Querrey Donald Young | 2e tour (1/16) M. Elgin \|\| style="text-align:left;" \| Jamie Murray Bruno Soares | —                                                                                    | —                        | 1/8 de finale A. Rublev \|\| style="text-align:left;" \| J. Benneteau É. Roger-Vasselin |           |         |         |
| 2018  | —                                                                                     | —                                                                                  | 1er tour (1/32) Ilya Ivashka \|\| style="text-align:left;" \| H. Kontinen John Peers | —                        | —                                                                                       | —         | —       |         |

N.B. : le nom du partenaire se trouve sous le résultat ; les noms des ultimes adversaires se trouvent à droite.

## Parcours dans lesMasters 1000
| Année | Indian Wells                  | Miami                   | Monte-Carlo                | Madrid                   | Rome                       | Canada                     | Cincinnati                | Shanghai                 | Paris                      |
| ----- | ----------------------------- | ----------------------- | -------------------------- | ------------------------ | -------------------------- | -------------------------- | ------------------------- | ------------------------ | -------------------------- |
| 2014  | —                             | 1er tour D. Gimeno      | —                          | —                        | —                          | —                          | —                         | —                        | —                          |
|       |                               |                         |                            |                          |                            |                            |                           |                          |                            |
| 2017  | 2e tour D. Goffin             | 1er tour D. Schwartzman | 2e tour P. Carreño         | 1er tour D. Goffin       | —                          | 1er tour P. Carreño        | 1/8 de finale Y. Sugita   | 1er tour S. Tsitsipás    | 1er tour P. Cuevas         |
| 2018  | 1er tour E. Donskoy           | 3e tour K. Anderson     | 1/8 de finale R. Nadal     | 1er tour D. Lajović      | 1er tour P. Kohlschreiber  | 1/2 finale R. Nadal        | 1/8 de finale M. Čilić    | 2e tour S. Tsitsipás     | Victoire N. Djokovic       |
| 2019  | 1/4 de finale R. Nadal        | 2e tour J. Thompson     | 2e tour L. Sonego          | 2e tour F. Verdasco      | 1/8 de finale F. Verdasco  | 1/2 finale D. Medvedev     | 1/8 de finale L. Pouille  | 1/8 de finale F. Fognini | 2e tour J.-L. Struff       |
| 2020  | n.o.                          | n.o.                    | n.o.                       | n.o.                     | 1er tour C. Ruud           | n.o.                       | 1/8 de finale R. Bautista | n.o.                     | 1er tour A. Davidovich     |
| 2021  | 1/8 de finale N. Basilashvili | 3e tour J. Sinner       | 2e tour P. Carreño         | 1er tour K. Nishikori    | 1er tour F. Delbonis       | 1/8 de finale S. Tsitsipás | 2e tour F. Auger          | n.o.                     | 2e tour G. Dimitrov        |
| 2022  | 2e tour J. Brooksby           | 2e tour T. Paul         | 1er tour D. Schwartzman    | 1er tour L. Pouille      | 1/8 de finale S. Tsitsipás | 2e tour M. Čilić           | 1er tour S. Korda         | n.o.                     | 1/8 de finale N. Djokovic  |
| 2023  | 3e tour A. Davidovich         | 1/2 finale D. Medvedev  | 1/8 de finale A. Rublev    | 1/4 de finale C. Alcaraz | 2e tour G. Barrère         | —                          | —                         | 3e tour G. Dimitrov      | 1/4 de finale S. Tsitsipás |
| 2024  | 2e tour T. Seyboth            | 1/8 de finale A. Zverev | 1/4 de finale S. Tsitsipás | 1/8 de finale J. Sinner  | 1/8 de finale A. Tabilo    | 2e tour M. Arnaldi         | 2e tour A. Zverev         | 2e tour M. Giron         | 1/2 finale U. Humbert      |
| 2025  | 3e tour B. Shelton            | 3e tour G. Dimitrov     | 1er tour D. Medvedev       | 3e tour T. Paul          | 1/8 de finale C. Alcaraz   | Finale B. Shelton          | 1/8 de finale A. Zverev   |                          |                            |

N.B. : sous le résultat se trouve le nom de l’ultime adversaire.

## Parcours auxJeux olympiques

### En simple messieurs
| # | Date       | Nom de l'olympiade         | Surface    | Résultat | Ultime adversaire | Score    |          |
| - | ---------- | -------------------------- | ---------- | -------- | ----------------- | -------- | -------- |
| 1 | 24/07/2021 | Olympic Tennis Event Tokyo | Dur (ext.) | Argent   | Alexander Zverev  | 6-3, 6-1 | Parcours |

### En double messieurs
| # | Date       | Nom de l'olympiade         | Surface    | Résultat        | Partenaire    | Ultimes adversaires       | Score               |          |
| - | ---------- | -------------------------- | ---------- | --------------- | ------------- | ------------------------- | ------------------- | -------- |
| 1 | 24/07/2021 | Olympic Tennis Event Tokyo | Dur (ext.) | 1er tour (1/16) | Andrey Rublev | Rajeev Ram Frances Tiafoe | 63-7, 7-65, [12-10] | Parcours |

## Parcours enCoupe Davis
| #                                                       | Date          | Lieu     | Surface      | Gagnant(s)       | Perdant(s)      | Score                     |          |
|                                                         |               |          |              |                  |                 |                           |          |
| 2017 - 1er tour (groupe mondial) - Serbie - Russie 4:1  |               |          |              |                  |                 |                           |          |
| 1                                                       | 3-5/02/2017   | Niš      | Dur (int.)   | Viktor Troicki   | Karen Khachanov | 6-4, 63-7, 6-3, 1-6, 7-66 | Parcours |
|                                                         |               |          |              |                  |                 |                           |          |
| 2017 - play-off (groupe mondial) - Hongrie - Russie 3:1 |               |          |              |                  |                 |                           |          |
| 2                                                       | 15-17/09/2017 | Budapest | Terre (ext.) | Karen Khachanov  | Attila Balázs   | 3-6, 6-2, 7-612, 6-1      | Parcours |
| 2                                                       | 15-17/09/2017 | Budapest | Terre (ext.) | Márton Fucsovics | Karen Khachanov | 7-5, 6-4, 6-4             | Parcours |

## Confrontations avec ses principaux adversaires
Confrontations lors des différents tournois ATP et en Coupe Davis avec ses principaux adversaires (5 confrontations minimum et avoir été membre du top 10). Classement par pourcentage de victoires. Situation au 7 août 2025 :
| Joueur                | Meilleur classement | Confrontations | Victoires | Défaites | Pourcentage de victoires | Dernière confrontation                                  |
| --------------------- | ------------------- | -------------- | --------- | -------- | ------------------------ | ------------------------------------------------------- |
| Rafael Nadal          | 1                   | 8              | 0         | 8        | 0                        | défaite (3-6, 2-6, 6-3, 1-6) à l'Open d'Australie 2022  |
| Carlos Alcaraz        | 1                   | 5              | 0         | 5        | 0                        | défaite (3-6, 6-3, 5-7) au Masters de Rome 2025         |
| Novak Djokovic        | 1                   | 10             | 1         | 9        | 10                       | défaite (6-4, 60-7, 2-6, 4-6) à Roland-Garros 2023      |
| Stéfanos Tsitsipás    | 3                   | 9              | 1         | 8        | 11,1                     | défaite (4-6, 2-6) au Masters de Monte-Carlo 2024       |
| Grigor Dimitrov       | 3                   | 6              | 1         | 5        | 16,7                     | défaite (7-63, 4-6, 5-7) au Masters de Miami 2025       |
| Matteo Berrettini     | 6                   | 5              | 1         | 4        | 20                       | victoire (6-1, 6-4) au tournoi de Vienne 2024           |
| Jannik Sinner         | 1                   | 5              | 1         | 4        | 20                       | défaite (7-5, 3-6, 3-6) au Masters de Madrid 2024       |
| David Goffin          | 7                   | 5              | 1         | 4        | 20                       | défaite (6-2, 62-7, 0-6) au tournoi de Barcelone 2018   |
| Daniil Medvedev       | 1                   | 9              | 2         | 7        | 22,2                     | défaite (5-7, 6-4, 4-6) au Masters de Monte-Carlo 2025  |
| Kei Nishikori         | 4                   | 6              | 2         | 4        | 33,3                     | défaite (6-4, 2-6, 6-2, 4-6, 4-6) à Roland-Garros 2021  |
| Alexander Zverev      | 2                   | 9              | 3         | 6        | 33,3                     | défaite (5-7, 0-3 ab.) au Masters de Cincinnati 2025    |
| Diego Schwartzman     | 8                   | 5              | 2         | 3        | 40                       | défaite (7-65, 3-6, 3-6) au Masters de Monte-Carlo 2022 |
| Roberto Bautista-Agut | 9                   | 11             | 5         | 6        | 45,5                     | victoire (3-6, 6-3, 7-5) au Masters de Madrid 2024      |
| Lucas Pouille         | 10                  | 6              | 3         | 3        | 50                       | défaite (3-6, 4-6) au Masters de Madrid 2022            |
| Marin Čilić           | 3                   | 6              | 3         | 3        | 50                       | victoire (2-6, 6-3, 6-3) au tournoi d'Astana 2022       |
| Cameron Norrie        | 8                   | 7              | 4         | 3        | 57,1                     | victoire (7-5, 7-63) au Masters de Monte-Carlo 2024     |
| Andrey Rublev         | 5                   | 5              | 3         | 2        | 60                       | victoire (7-68, 6-4) au Masters de Madrid 2023          |
| Pablo Carreño Busta   | 10                  | 9              | 6         | 3        | 66,7                     | victoire (4-6, 6-3, 6-1, 4-6, 6-3) à l'US Open 2022     |

## Victoires sur le top 10
Toutes ses victoires sur des joueurs classés dans le top 10 de l'ATP lors de la rencontre.
| Légende      |
| Grand Chelem |
| Masters 1000 |
| ATP 500      |
| ATP 250      |
| Coupe Davis  |

| #  | K.K.  | Tournoi       | Année | Surface      | Adversaire            | Rang  | Tour   | Score              |
| -- | ----- | ------------- | ----- | ------------ | --------------------- | ----- | ------ | ------------------ |
| 1  | no 56 | Barcelone     | 2017  | Terre battue | David Goffin          | no 10 | 1/8    | 67-7, 6-3, 6-4     |
| 2  | no 38 | Halle         | 2017  | Gazon        | Kei Nishikori         | no 9  | 1/8    | 3-2 ab.            |
| 3  | no 38 | Toronto       | 2018  | Dur          | John Isner            | no 9  | 1/8    | 7-65, 7-61         |
| 4  | no 18 | Paris-Bercy   | 2018  | Dur (int.)   | John Isner            | no 9  | 1/8    | 6-4, 69-7, 7-68    |
| 5  | no 18 | Paris-Bercy   | 2018  | Dur (int.)   | Alexander Zverev      | no 5  | 1/4    | 6-1, 6-2           |
| 6  | no 18 | Paris-Bercy   | 2018  | Dur (int.)   | Dominic Thiem         | no 8  | 1/2    | 6-4, 6-1           |
| 7  | no 18 | Paris-Bercy   | 2018  | Dur (int.)   | Novak Djokovic        | no 2  | Finale | 7-5, 6-4           |
| 8  | no 13 | Indian Wells  | 2019  | Dur          | John Isner            | no 9  | 1/8    | 6-4, 7-61          |
| 9  | no 11 | Roland-Garros | 2019  | Terre battue | Juan Martín del Potro | no 9  | 1/8    | 7-5, 6-3, 3-6, 6-3 |
| 10 | no 8  | Montréal      | 2019  | Dur          | Alexander Zverev      | no 7  | 1/4    | 6-3, 6-3           |
| 11 | no 16 | Miami         | 2023  | Dur          | Stéfanos Tsitsipás    | no 3  | 1/8    | 7-64, 6-4          |
| 12 | no 12 | Madrid        | 2023  | Terre battue | Andrey Rublev         | no 6  | 1/8    | 7-68, 6-4          |
| 13 | no 17 | Monte-Carlo   | 2024  | Terre battue | Daniil Medvedev       | no 4  | 1/8    | 6-3, 7-5           |
| 14 | no 24 | Vienne        | 2024  | Dur (int.)   | Alex de Minaur        | no 10 | 1/2    | 6-2, 6-4           |
| 15 | no 21 | Paris-Bercy   | 2024  | Dur (int.)   | Grigor Dimitrov       | no 9  | 1/4    | 6-2, 6-3           |
| 16 | no 16 | Toronto       | 2025  | Dur          | Alexander Zverev      | no 3  | 1/2    | 6-3, 4-6, 7-64     |

## Classements ATP en fin de saison
| Année          | 2013 | 2014 | 2015 | 2016 | 2017 | 2018 | 2019 | 2020 | 2021 | 2022 | 2023 | 2024 |
| Rang en simple | 442  | 374  | 152  | 53   | 45   | 11   | 17   | 20   | 29   | 20   | 15   | 19   |
| Rang en double | –    | 388  | 549  | 365  | 121  | 115  | 86   | 80   | 168  | 245  | 58   | 142  |

Source : (en) Classements de Karen Khachanov sur le site officiel de la Fédération internationale de tennis